# Калічанка
Калічанка — селище, що колись розвинулось на північній околиці Чернівців. З другої половини ХХ ст. міський промисловий район та житловий мікрорайон.

## Назва та розташування
У документах назва цього передмістя Чернівців з’являється відносно пізно: від XVIII століття як Калічанка (нім. Kaliczanka). Деякі мовознавці, зокрема Ю.О.Карпенко, виводять назву від слова «каліка» в значенні «жебрак», «убогий» — прозорий натяк на низький рівень життя тогочасних мешканців передмістя.
Калічанка - розпочиналася одразу за так званим «Єврейським містом», від котрого туди вела Калічанська вулиця (нині Одеська).

## Історія
З приєднанням західної частини Буковини до Габсбурзької монархії (1775) та
закріпленням за Чернівцями статусу адміністративного центру, розпочався інтенсивний економічний розвиток міста.
Промислові об'єкти, як правило, зводились на околицях Чернівців або у передмісті. Однією з таких промислових зон стала Калічанка. Тут працювали кілька цегельних заводів, парові млини та бойня.
Одночасно з розвитком підприємств, на початку ХІХ ст. почало формуватись селище, яке ще більше розбудувалося із відкриттям у Чернівцях (практично на межі міста з Калічанкою) залізниці та вокзалу.
Калічанка займала площу близько 516 га, серед яких 239 були орними землями, 34 займали луки, 59 — сади, 53 — пасовища та 30 — ліси.
Станом на 1900 рік на Калічанці нараховувалось 363 будинки, у яких мешкали 2465 дорослих осіб (1224 чоловічої та 1241 жіночої статі). За віросповіданням мешканці розподілялись наступним чином: 1136 католиків, 828 православних, 228 юдеїв і 273 представники інших віровизнань. За розмовною мовою — німецька 852 особи, українська 636, румунська 505, інші мови 444.
25 жовтня 1873 року австрійською владою було відкрито місцеву муніципальну школу. Двоповерхова споруда прослужила за своїм першочерговим призначенням понад 120 років. Перед Першою світовою війною у школі налічувалось 8 класів, з яких 5 — систематизованих, у яких навчались 386 учнів. За національністю (рідною мовою) останні розподілялись наступним чином: 120 німців, 101 українець, 86 румунів та 79 поляків. Серед педагогічного складу дослідники виділяють: Петра Пітея, Петра та Антонія Маґасів, Діоніса Бендевського, Герміну Томовича, Трифона Фотія, Розу Кон, Фрідріха Пляшке, Ернста Ґвідо Мюкка та ін.
Власну церкву калічанці отримало у 1876, коли сюди було перенесено церкву з площі Святої Марії.
Під час війн, які вирували у XX ст., Калічанка не надто постраждала.
За досить короткий термін в кінці 1940-их практично всі об'єкти були відбудовані. У наступні десятиліття підприємства цього промислового району були суттєво модернізовані.

## Сучасний стан
Сьогодні Калічанка залишається промисловим районом. Тут розташовані одні з найбільш потужних підприємств міста — ТОВ «Машзавод», ВАТ «РОЗМА», АТ «ЧернівціОблЕнерго», залізничне депо тощо. Недалеко розташований КП МТК «Калинівський ринок».
Практично вся промисловість зосереджена у західній частині Калічанки. Решта її території — це житловий мікрорайон, у якому переважає приватна малоповерхова забудова. Щоправда, в кінці XX ст. було зведено великий масив багатоповерхівок. Здебільшого, малосімейні гуртожитки, у яких мешкають працівники місцевих підприємств.
5 жовтня 1995 року було завершено будівництво нової місцевої середньої школи № 16 на 836 місць по вул. Білоруській, 77.
Адміністративно територія Калічанки відноситься до Першотравневого району.